# متعب عسیری
متعب زید عسیری (انگلیسی: Mutaeb Assiri؛ زادهٔ ۲۲ نوامبر ۱۹۸۷) یک ورزشکار اهل عربستان سعودی است.
از باشگاه‌هایی که در آن بازی کرده‌است می‌توان به باشگاه فوتبال النصر عربستان سعودی، باشگاه فوتبال الحزم عربستان سعودی، و باشگاه فوتبال النصر عربستان سعودی اشاره کرد.